# Johan Färber
Johan Färber (ros.  Йохан Фербер, ur. ?, zm. ?) – rosyjski żeglarz, olimpijczyk.
Na regatach rozegranych podczas Letnich Igrzysk Olimpijskich 1912 wystąpił w klasie 8 metrów zajmując 5 pozycję. Załogę jachtu Bylina tworzyli również Herman Adlerberg, Władimir Jelewicz, Władimir Łurasow i Nikołaj Podgornow.